# Nora Sanness
Nora Sanness, född 27 mars 2000, är en norsk längdskidåkare som representerar klubben Kjelsaas Il. Hon är i förhållande med Andreas Fjorden Ree.

## Karriär
Sanness debuterade i världscupen i längdskidåkning år 2023. Hon har totalt tagit två pallplatser i världscupen varav en individuell.